# Kroatisch-bosniakischer Krieg
Als Kroatisch-bosniakischer Krieg wird der bewaffnete Konflikt zwischen Bosniaken und Kroaten in Bosnien und Herzegowina vom 19. Juni 1992 bis 23. Februar 1994 bezeichnet. Der Konflikt zwischen der Republik Bosnien und Herzegowina und der selbsternannten Kroatischen Republik Herceg-Bosna wird oft als „Krieg im Kriege“ bezeichnet, weil er ein Teil des Bosnienkriegs im Rahmen der Jugoslawienkriege war. Schauplatz der kriegerischen Auseinandersetzungen waren vor allem Orte in Zentralbosnien wie Vitez, Bugojno, Novi Travnik, Gornji Vakuf-Uskoplje, Prozor-Rama, Busovača, Vareš, Kreševo, Žepče sowie besonders Mostar in der Herzegowina. In anderen Regionen des Landes arbeiteten Einheiten beider Volksgruppen weiter militärisch zusammen. Der Konflikt wurde unter massivem Druck der Vereinigten Staaten am 18. März 1994 durch das Abkommen von Washington zur Gründung der Föderation Bosnien und Herzegowina beendet.
Auf beiden Seiten wurden Kriegsverbrechen und Verbrechen gegen die Menschlichkeit begangen, darunter ethnische Säuberungen, massive Plünderungen und vereinzelte Massaker an der Zivilbevölkerung. Es wurden Internierungslager betrieben, deren Insassen gefoltert und geschlagen wurden. Dabei wurden auch Frauen misshandelt und vergewaltigt. Für diese Verbrechen wurden Angehörige des Kroatischen Verteidigungsrates (HVO) und der Armee der Republik Bosnien und Herzegowina (ARBiH) bzw. Mudschahedin sowie führende Politiker beider Seiten verantwortlich gemacht und vom Internationalen Strafgerichtshof (ICTY) angeklagt und verurteilt.

## Geschichte
Ende 1991 organisierten sich in Kiseljak Kroaten, um sich Waffen zu beschaffen und sich auf den kommenden Bürgerkrieg vorzubereiten. Die Kaserne in Kiseljak wurde ohne Opfer von der jugoslawischen Volksarmee übernommen. Mit den Waffen der Kaserne rüsteten sich die Kroaten großteils und formten später die HVO. Direkt in Kiseljak brach der Krieg erst mit den Konflikten zwischen den Kroaten und den Bosniaken, welche sich später zur ARBiH organisierten, aus. Die charakteristischsten Auseinandersetzungen zwischen dem HVO und der ARBiH ereigneten sich in den Dörfern Han Ploča, Gomionica, Kazagići und Žeželovo. In allen Kämpfen dort gewann das HVO. Die Kämpfe in Kakanj, Vareš, Konjic, Bugojno entschied die ARBiH für sich.
Ab April 1993 eskalierte der kroatisch-bosniakische Konflikt. Mit der Unterstützung Kroatiens forderte die HVO den Rückzug der bosnischen Regierungstruppen aus den Gebieten, welche nach dem Vance-Owen-Plan von den Kroaten kontrolliert werden sollten. Als Alija Izetbegović ablehnte, begann die HVO die Gebiete zu besetzen und führte ethnische Säuberungen durch. So wurden im April 1993 im ganzen Lašva-Tal bosniakische Zivilisten vertrieben. Zunächst befanden sich die kroatischen Truppen auf dem Vormarsch und verübten unter anderem am 16. April das Massaker von Ahmići, bei welchem Truppen des HVO etwa 120 bosniakische Zivilisten ermordeten und deren Häuser in Brand setzten. Dabei gingen Einheiten der HVO von Haus zu Haus, ermordeten die Dorfbevölkerung und zerstörten einen großen Teil der Ortschaft.

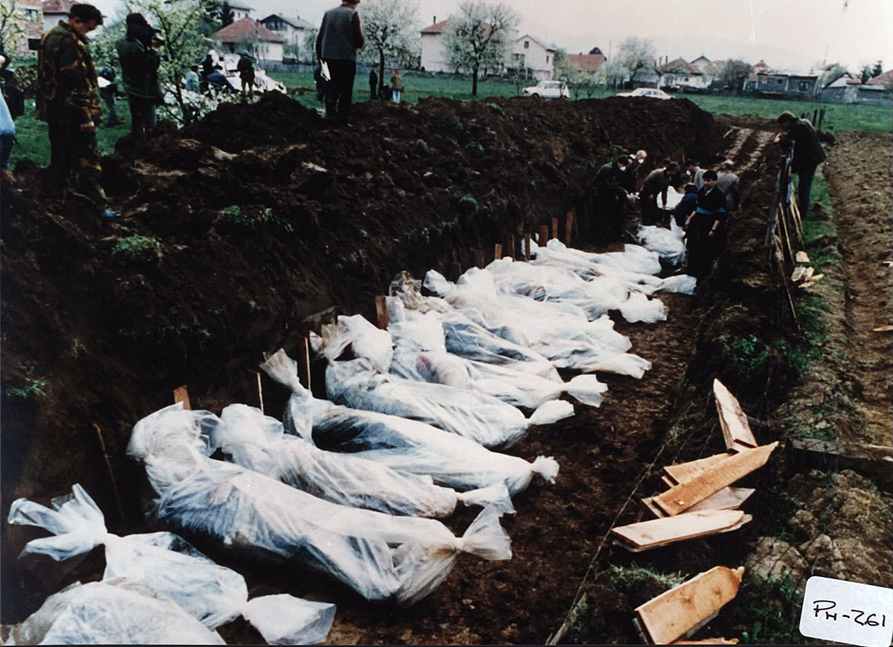
Bestattung von einigen der etwa 120 bosniakischen Opfer des Massakers von Vitez (April 1993).

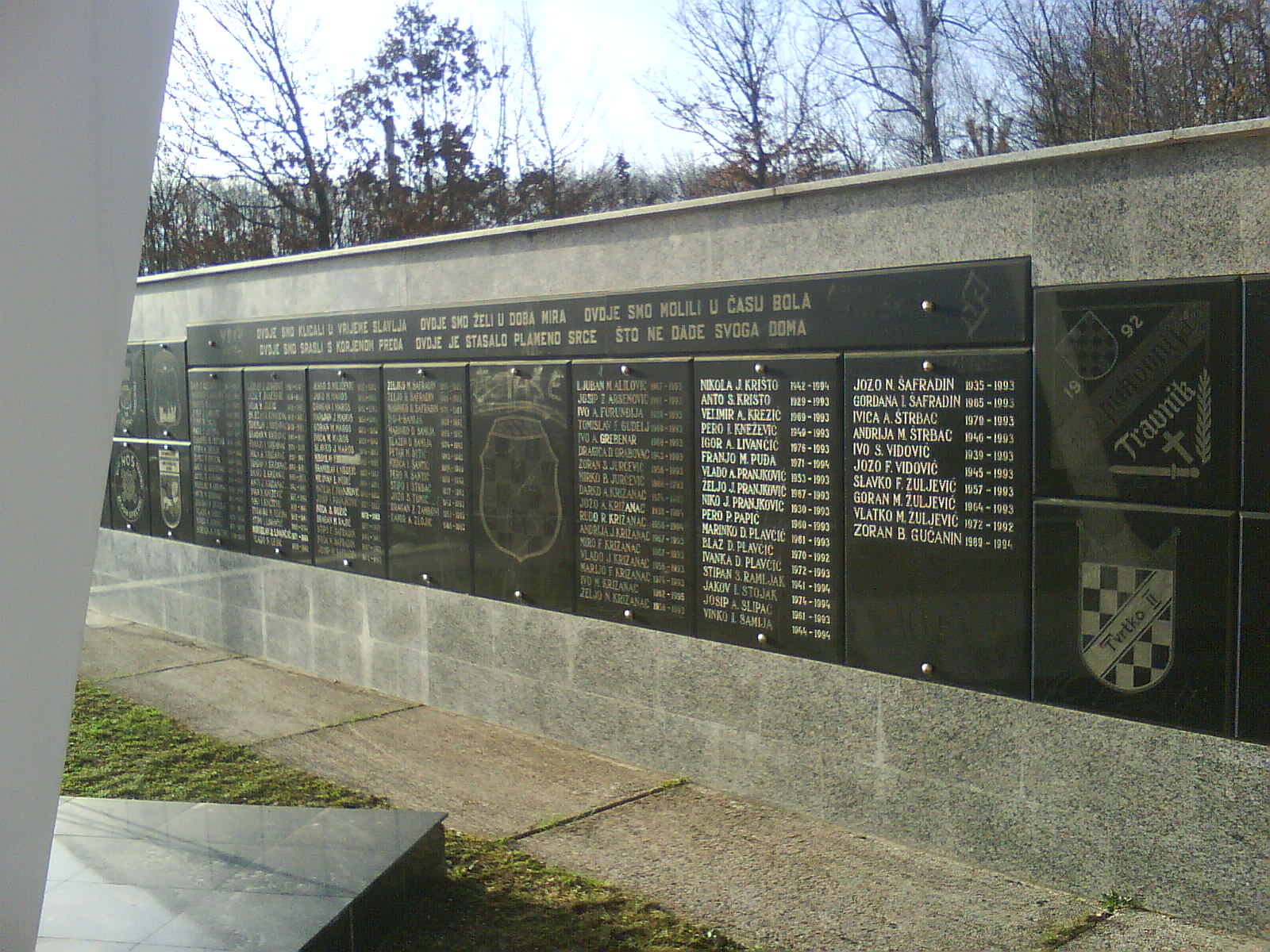
Gedenkstätte für die etwa 150 kroatischen Opfer des im Dezember 1993 verübten Massakers von Križančevo selo.

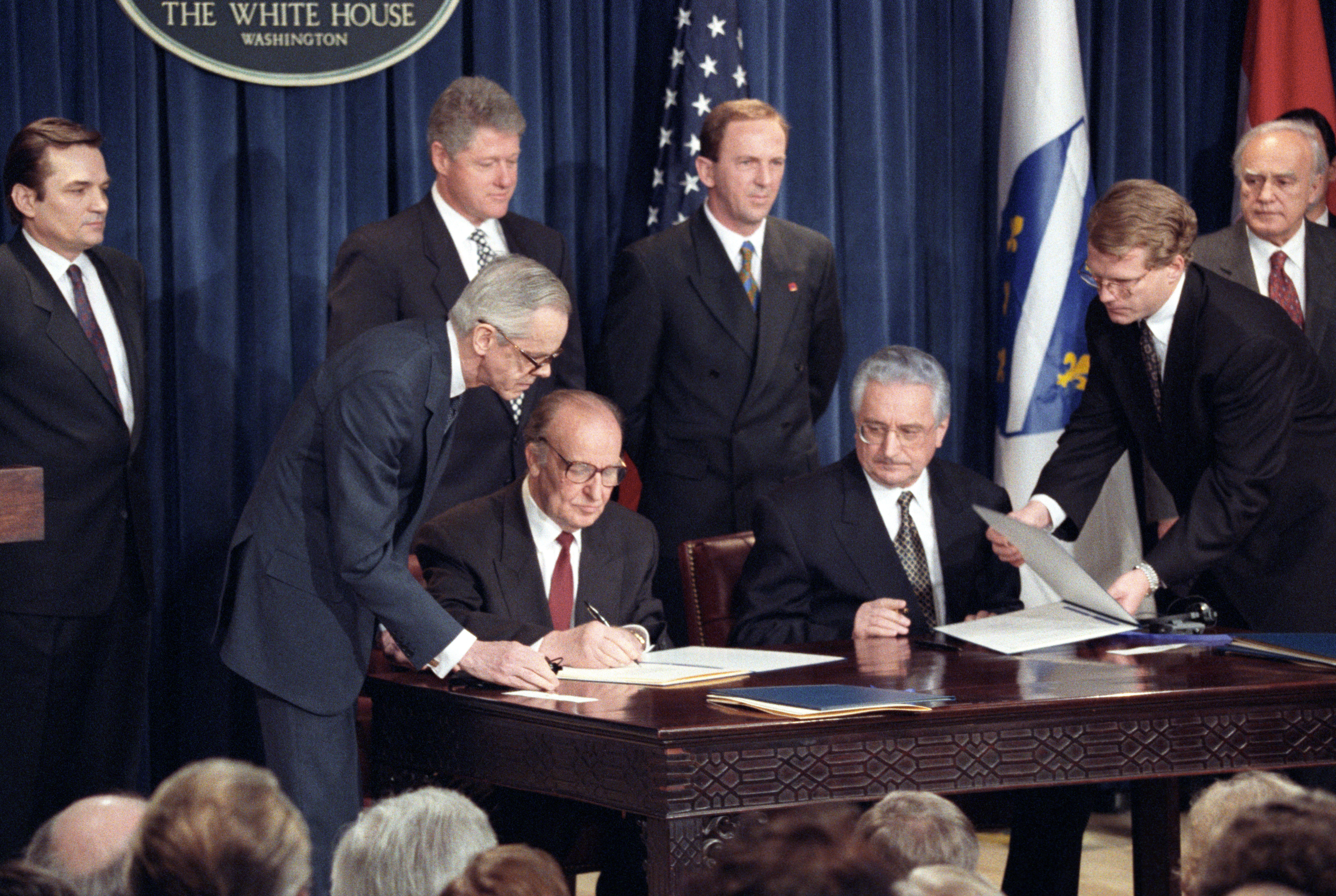
Bosniens Präsident Alija Izetbegović und Kroatiens Präsident Franjo Tuđman bei der Unterzeichnung des Washingtoner Abkommens zur Gründung der Föderation (18. März 1994)

Am gleichen Tag wurde auch das Massaker von Vitez begangen, bei dem etwa 120 bosniakische Zivilisten ermordet wurden. Dabei belagerten Truppen der HVO die Ortschaft Vitez und bombardierten bosniakische Gebiete. Der Großteil der bosniakischen Häuser wurde in Brand gesetzt, 172 bosniakische Zivilisten ermordet, 5.000 vertrieben und zahlreiche Gefangene ins Lager Dretelj interniert. Im September 1993 registrierte das Internationale Komitee vom Roten Kreuz 1200 bosniakische Gefangene im Lager Dretelj, wo nach Angaben von Helsinki Watch auch 1500 Serben inhaftiert gewesen sein sollen. Ein weiteres Lager war Heliodrom.
Während des Krieges kam es auch in Mostar zu Kämpfen. Dabei wurde die Stadt unter anderem durch Vertreibungen in einen kroatisch-westlichen sowie in einen bosniakisch-östlichen Teil aufgeteilt. So attackierte von Mai 1993 bis Januar 1994 die HVO Mostar und führte eine ethnische Säuberung durch. Tausende wurden vertrieben und ihre Häuser geplündert. Während des Krieges wurde das Wahrzeichen Mostars, die Brücke Stari most, bei einem mehrstündigen Beschuss durch kroatische Streitkräfte gezielt zerstört.
Im Juli 1993 fielen Soldaten und Einheiten des HVO in Bugojno ein und verübten an der bosnisch-muslimischen Bevölkerung des Stadtteils Vrbanja ein Massaker. Nach der Gegenoffensive nahmen bosniakische Truppen mehrere kroatische Soldaten und bewaffnete Zivilisten fest. 
Man brachte die gefangenen Kroaten in neun Gefangenenlager, die meisten wurden im Sportstadion der Stadt grausam gefoltert und getötet. Außerdem wurde ein Großteil der hinterbliebenen kroatischen Zivilbevölkerung von Anhängern der ARBiH getötet. Im September 1993 kam es zum Massaker von Grabovica seitens der Bosniaken, bei dem bis zu 35 kroatische Zivilisten ermordet wurden, darunter junge Frauen und auch Kinder. 
Der Krieg wurde schließlich am 18. März 1994 durch das Abkommen von Washington beendet.

## Juristische Aufarbeitung
Mehrere am Krieg beteiligte Personen, die mehrheitlich auf kroatischer Seite gekämpft hatten, wurden nach Kriegsende verurteilt.

### Bosniaken
Der Oberkommandeur der bosniakischen Armee, Rasim Delić, wurde 2008 vom Internationalen Strafgerichtshof für das ehemalige Jugoslawien wegen verschiedener Kriegsverbrechen zu drei Jahren Haft verurteilt. Delić trage die Verantwortung für Verbrechen der Militäreinheit „El Mujahidd“, die Gefangene in Mittelbosnien misshandelt hatte.
Drei nach Skandinavien geflüchtete bosniakische Kollaborateure der kroatischen Kriegspartei, die jeweils im Lager Dretelj tätig gewesen waren, wurden unabhängig voneinander im Exil vor Gericht gestellt:
- Am 23. November 1994 wurde Refic Sarić, ein nach Dänemark geflüchteter bosniakischer Kollaborateur der Lagermannschaft, in Kopenhagen wegen seiner Beteiligung an 14 Folterungen, zwei davon mit Todesfolge, zu einer achtjährigen Freiheitsstrafe verurteilt.[12]

- Im März 2010 befand das Berufungsgericht in Oslo den Aufseher Mirsad Repak in 13 von 14 Anklagepunkten für schuldig, Kriegsverbrechen an Gefangenen begangen zu haben; Repak kündigte Revision an.[13] Im Dezember 2010 hob Norwegens oberster Gerichtshof die Verurteilung wegen Kriegsverbrechen auf, da diese in Norwegen erst 2005 unter Strafe gestellt worden waren; ein Verfahren wegen Freiheitsberaubung wurde weitergeführt.[14] Am 14. April 2011 wurde Repak vom obersten Gerichtshof Norwegens wegen Freiheitsberaubung und illegaler Festnahme von Zivilisten zu acht Jahren Haft verurteilt.[15]

- Am 8. April 2011 wurde Ahmet Makitan, Mitglied der Wachmannschaft, in Stockholm wegen Kriegsverbrechen und Entführung zu einer Gesamtstrafe von fünf Jahren verurteilt.[16]

### Kroaten
Am 29. Juli 2004 wurde Tihomir Blaškić, General des kroatischen Verteidigungsrates, in der Berufungsinstanz des Internationalen Strafgerichtshofs zu einer neunjährigen Freiheitsstrafe verurteilt, nachdem die erstinstanzlich verhängte Strafe von 45 Jahren reduziert worden war, und am 2. August 2004 aus der weitgehend verbüßten Haft entlassen.
Im Mai 2013 verurteilte der Strafgerichtshof sechs Verantwortliche der Kroatischen Republik Herceg-Bosna wegen schwerer Kriegsverbrechen und Verbrechen gegen die Menschlichkeit, aber auch wegen Zerstörung der Brücke erstinstanzlich zu langjährigen Haftstrafen:
- Jadranko Prlić, Regierungschef der Republik Herceg-Bosna, zu 25 Jahren
- Bruno Stojić, deren Verteidigungsminister, zu 20 Jahren
- Slobodan Praljak, ehemaliger General, zu 20 Jahren
- Milivoj Petković, ehemaliger General, zu 20 Jahren
- Valentin Ćorić, Kommandant der bosnisch-kroatischen Militärpolizei, zu 16 Jahren
- Berislav Pušić, ehemaliger Offizier, zu 10 Jahren[17]

Praljak beging am 29. November 2017 in Den Haag Suizid, nachdem er auch im Berufungsverfahren wieder zu 20 Jahren Haft verurteilt worden war und seine Verurteilung kritisiert hatte. Die Urteile gegen seine Mitangeklagten wurden ebenfalls in zweiter Instanz bestätigt.